# Orthopichonia
Orthopichonia es un género de plantas con flores con seis especies perteneciente a la familia Apocynaceae. Es originario del oeste tropical de África hasta Sudán.

## Taxonomía
El género  fue descrito por Heribert Franz Josef Huber y publicado en Kew Bulletin 15(3): 437. 1962.

## Especies
| - Orthopichonia barteri - Orthopichonia cirrhosa - Orthopichonia indeniensis - Orthopichonia schweinfurthii - Orthopichonia seretii - Orthopichonia visciflua |